# Ezequiel de Campos
Ezequiel de Campos OC (Beiriz, Póvoa de Varzim, 12 de Dezembro de 1874 – Leça do Balio, Matosinhos, 26 de Agosto de 1965) foi um engenheiro, economista, escritor e político português.

## Biografia
Era filho do alfaiate Albino José Pereira de Campos e da costureira Carolina Custódia de Azevedo, ambos também naturais de Beiriz.
Foi aluno da Academia Politécnica do Porto que lhe concedeu o grau de Engenheiro Civil de obras públicas em 1898. E foi como engenheiro de obras públicas que embarcou para São Tomé e Príncipe no ano seguinte e onde permaneceu até 1911. Quando regressou, sendo Deputado à Assembleia Nacional Constituinte de 1911, onde apresentou um Projecto de Lei de Utilização de Terrenos Incultos, e tornando-se professor catedrático no Instituto Superior de Comércio e da Faculdade de Engenharia da Universidade do Porto.
A 1 de março de 1917, casou civilmente em Lisboa com a proprietária Isolina Gonçalves Mendes (Beiriz, Póvoa de Varzim, c. 1897), filha dos rendeiros António Ferreira Mendes e Maria da Costa Gonçalves, ambos naturais de Vila Nova de Famalicão (ele da freguesia de São Cosme do Vale e ela da freguesia de Telhado).
Ezequiel de Campos foi ministro da Agricultura no governo de José Domingues dos Santos (de 22 de Novembro de 1924 a 15 de Fevereiro de 1925), e de 3 a 5 de Junho de 1926; chefe da Brigada de Estudos Hidráulicos dos rios Douro, Cávado e Tejo; director dos Serviços Municipalizados de Gás e Electricidade do Porto; procurador à Câmara Corporativa (1935) com intervenções nas áreas da electricidade, das finanças, da economia geral e da administração pública. Participou, ainda, na fundação do grupo doutrinário e crítico da Seara Nova, evidenciando as suas preocupações cívicas pelo país real e encontra-se colaboração da sua autoria nas revistas Homens Livres  (1923) e Pela Grei (1918-1919).     
Em termos políticos, cultivou a equidistância, trocando correspondência de cariz intelectual, tanto com António Sérgio, como com António de Oliveira Salazar.
Ezequiel de Campos entregou-se devotadamente a trabalhos de investigação, teórica e prática, nos domínios da hidráulica -- problemas de irrigação do Alentejo, levantamento topográfico e determinação das bacias hidrográficas, estudo do aproveitamento hidroeléctrico da bacia do Douro — e da electrificação—projectos diversos para a cidade do Porto, para o noroeste e para todo o país.
Um aspecto da sua acção cívica e visão de conjunto está bem patente na obra Prólogo do Plano da Cidade do Porto (1932) onde, ultrapassando as circunscrições administrativas existentes, apresenta um plano de ordenamento territorial integrado, abrangendo o Porto e os concelhos limítrofes. Defende, nomeadamente, a criação de um espaço verde junto à Estrada da Circunvalação: o actual Parque da Cidade.
A 8 de Maio de 1959 foi feito Oficial da Ordem Militar de Cristo.
Morreu a 26 de agosto de 1965, na freguesia de Leça do Balio, em Matosinhos.

## Obras publicadas
- "A fase transitória da electrificação portuguesa", in Boletim da Ordem dos Engenheiros, Ano I, n.º 2, Fevereiro 1937, página 40–43
- "Electrificação", in Revista da Ordem dos Engenheiros, Ano IV, n.º 27, Março 1946, página 162–180
- Textos de Economia e Política Agrária e Industrial, 1918-1944, Introdução e direcção de Fernando Rosas, Lisboa, Banco de Portugal, 1998
- "A Electrificação do País e sua influência no Comércio da cidade do Porto" in Gazeta dos Caminhos de Ferro, n.º 1083, 1 de Fevereiro de 1933, p. 75-77; (cont.) no n.º 1084, 16 de Fevereiro de 1933, página 121–123
- Lázaro! Subsídios para a Política Portuguesa, Tomo II, Porto, Empresa Industrial Gráfica do Porto, 1928
- Para a ressurreição de Lázaro, Porto, Empresa Industrial Gráfica do Porto, 1931
- Prólogo do Plano da Cidade do Porto, Porto, 1932
- Pregação no Deserto, Porto, Lello & Irmão, 1948